# Samtgemeinde Schöppenstedt

Lage der Samtgemeinde im Landkreis Wolfenbüttel

Die Samtgemeinde Schöppenstedt war eine Verwaltungsgemeinschaft der folgenden Gemeinden mit den zugehörigen Ortschaften:
- Stadt Schöppenstedt (Sitz der Samtgemeinde): Eitzum, Küblingen, Sambleben, Schöppenstedt und Schliestedt
- Dahlum: Groß Dahlum und Klein Dahlum
- Kneitlingen: Ampleben, Bansleben, Eilum und Kneitlingen
- Uehrde: Barnstorf, Warle, Watzum und Uehrde
- Vahlberg: Berklingen, Groß Vahlberg und Klein Vahlberg
- Winnigstedt: Winnigstedt und Mattierzoll

Die Samtgemeinde Schöppenstedt lag im Landkreis Wolfenbüttel in Niedersachsen.

## Politik

### Samtgemeindebürgermeisterin
Letzte Samtgemeindebürgermeisterin war Ruth Naumann (SPD).

### Wappen
Blasonierung: Das Wappen der Samtgemeinde zeigt ein Schild mit rotem Wappengrund, auf dessen unterem Drittel blaue Wellen mit einem silbergrauen Kahn dargestellt sind. Auf dem Kahn steht ein Löwe mit stahlblauer Zunge und stahlblauen Krallen, mit erhobener rechter Vordertatze und geschwungenem Schweif.

## Fusion mit der Samtgemeinde Asse
Im Oktober 2011 haben die Samtgemeinden Schöppenstedt und Asse eine Fusion beschlossen. Grundlage ist ein Zukunftsvertrag mit dem Land Niedersachsen. Das Land garantiert der neuen Samtgemeinde eine Entschuldungshilfe, weil die Fusion am 1. Januar 2015 vollzogen wurde. Der Sitz der neuen Samtgemeinde ist Schöppenstedt. Sie heißt Samtgemeinde Elm-Asse.